# Physocleora nondiscata
Physocleora nondiscata är en fjärilsart som beskrevs av Paul Dognin 1918. Physocleora nondiscata ingår i släktet Physocleora och familjen mätare. Inga underarter finns listade i Catalogue of Life.